# Metarranthis angularia
Metarranthis angularia là một loài bướm đêm trong họ Geometridae.